# All Kinds of Kinds
«All Kinds of Kinds» — песня американской кантри-певицы Миранды Ламберт, вышедшая в качестве 5-го и финального сингла с четвёртого студийного альбома Four the Record (2011).
9 октября 2013 года тираж сингла достиг 100,000 копий в США.

## История
«All Kinds of Kinds» это среднетемповая кантри-песня, в которой говорится, что «с самого начала, чтобы мир вращался, нужны самые разные люди». В текстах упоминаются самые разные персонажи и необычные люди, а заключительный куплет обращается к самой рассказчице. В нем используется бэк-вокал Stoney LaRue. Песня написана в тональности до мажор и размером 3/4, с основным аккордом C-F/C-C-G/C-C.

## Отзывы
Сингл вышел 24 июня 2013 года на студии RCA Nashville и получил положительные отзывы музыкальной критики и интернет изданий: Country Weekly (Джон Фриман из «Country Weekly» похвалил вокал Ламберт и назвал песню «ликующим вальсом» и сказал «это также очень своевременное послание, учитывая, насколько мы охвачены ужасными новостями об издевательствах и нетерпимости на данном этапе истории»), Taste of Country (Билли Дьюкс из «Taste of Country» похвалил песню, поставив ей пять звезд из пяти и назвав ее лучшим синглом альбома).

## Коммерческий успех
«All Kinds of Kinds» дебютировал 6 июня 2013 года на 57-м месте в чарте Billboard Country Airplay и на № 47 в кантри-чарте Billboard Hot Country Songs в неделю с 3 августа 2013 года.
26 октября 2013 года сингл дебютировал на 97-м месте в чарте Billboard Hot 100, а 30 ноября на 94-м месте в Canadian Hot 100. Тираж «All Kinds of Kinds» достиг 160 тыс. копий в США к ноябрю 2013 года.

## Музыкальное видео
Музыкальное видео «All Kinds of Kinds» было снято режиссёром Bluford Sanders и вышло в августе 2013 года. В нем представлены живые кадры, в которых Миранда Ламберт исполняет песню, смешанные со сценами и лицами разных людей, держащих плакаты и доски, на которых они написали сообщения о том, что они за люди.

## Чарты
| Чарт (2013)                         | Высшая позиция |
| ----------------------------------- | -------------- |
| Канада (Billboard Canadian Hot 100) | 94             |
| Канада (Billboard Country)          | 12             |
| США (Billboard Hot 100)             | 89             |
| США (Billboard Country Airplay)     | 15             |
| США (Billboard Hot Country Songs)   | 24             |

### Годовые итоговые чарты
| Чарт (2013)                       | Позиция |
| --------------------------------- | ------- |
| США Country Airplay (Billboard)   | 67      |
| США Hot Country Songs (Billboard) | 73      |